# Рид им Инкрайс
 Тази статия е за града в Австрия.  За окръга вижте Рид им Инкрайс (окръг).  
Рид им Инкрайс (на немски: Ried im Innkreis) е град в северозападна Австрия, административен център на окръг Рид им Инкрайс в провинция Горна Австрия. Населението му е около 12 000 души (2018).
Разположен е на 433 метра надморска височина в областта Инфиртел, на 56 километра североизточно от Залцбург и на 60 километра западно от Линц. Селището се споменава за пръв път през 1140 година, а през 1813 година, по време на Наполеоновите войни там е сключен Договорът от Рид. В града се намира седалището на големия производител на ски екипировка „Фишер Спортс“. Местният футболен отбор е „Гунтаматик Рид“, а стадионът му е „Йоско Арена“.

## Известни личности
Родени в Рид им Инкрайс
- Ернст Калтенбрунер (1903 – 1946), военнопрестъпник
- Антон Цайлингер (р. 1945), физик